# لا ماشین
لا ماشین (به فرانسوی: La Machine) یک کمون در فرانسه است که در Canton of La Machine واقع شده‌است.

## خصوصیات
لا ماشین ۱۷٫۹۵ کیلومترمربع مساحت و ۳٬۷۳۵ نفر جمعیت دارد.